# Ago di Sciora
L'Ago di Sciora (3205 m s.l.m.) è una montagna dei Monti della Val Bregaglia nelle Alpi Retiche occidentali. È la cima più caratteristica del gruppo di Sciora e una delle più eleganti della val Bregaglia.

## Descrizione
La cima è formata da una guglia alta un centinaio di metri, che si eleva isolata sulla cresta del gruppo. È particolarmente bella se vista dalla val Bondasca (ovest), dove un marcatissimo spigolo scende per 750 metri dalla vetta alla base della parete.

## Itinerari
La prima salita fu compiuta il 4 giugno 1893 dal russo Anton von Rydzewski con le guide Christian Klucker, engadinese di Fex, ed Emilio Rey, di Courmayeur. I tre salirono dal versante dell'Albigna e dalla parete sud della cuspide sommitale.
La via dei primi salitori è ancora considerata la via normale dal versante Albigna (passaggi di IV grado). È stata un'ascensione di moda per lungo tempo, ora è poco ripetuta.
Altre vie sono state tracciate su entrambi i versanti, come la difficile via Scarabelli, aperta nel 1974 sulla parete sud-est (300 m; VI A2), e lo spigolo ovest, percorso da Walter Risch, solo, nel 1923. Lo spigolo, ripreso e integrato da Hans Peter Kasper nel 1969, costituisce l'itinerario di salita più elegante alla vetta (diretta integrale: 750 m; VII).